# 徐二煥
徐 二煥（ソ・イファン、朝鮮語: 서이환、1894年または1896年 - 没年不詳）は、日本統治時代の朝鮮および大韓民国の政治家。制憲・第2代韓国国会議員。

## 経歴
慶尚北道鬱陵島南面出身。漢文修学、鬱陵島公立普通学校、中学校卒。日本統治時代は新明学院院長兼講師、鬱陵島北面、南面長を歴任し、解放後は鬱陵島司兼鬱陵島警察署長を務めた。
1948年の初代総選挙に鬱陵島選挙区から無所属で出馬し当選し、国会では外務国防委員を務めた。1950年の第2代総選挙には同選挙区から一民倶楽部所属で出馬し当選した。